# كأس كازاخستان 2000–01
كأس كازاخستان 2000–01 (بالروسية: Кубок Казахстана по футболу 2000/2001)‏ هو الموسم 9 من كأس كازاخستان. أقيم خلال الفترة 18 يوليو 2000 وحتى 17 يونيو 2001، وأشرف على تنظيمه اتحاد كازاخستان لكرة القدم، وكان عدد الأندية المشاركة فيه 16، وفاز فيه FC Zhenis ‏.